# Березнеговатое
Березнегова́тое (Березняговатое, укр. Березнегувате) — посёлок, административный центр Березнеговатского района Николаевской области Украины.

## История
В 1891 году в посаде Березняговатое Херсонского уезда Херсонской губернии проживало 4 297 жителей обоего пола.
Напротив посёлка находилась бывшая еврейская земледельческая колония Нагартав (прежде колонии Большой Нагартав и Малый Нагартав).
В 1937 году стало районным центром Николаевской области.
В ходе Великой Отечественной войны в 1941 году оккупировано наступавшими немецкими войсками, в марте 1944 года освобождено в ходе Березнеговато-Снигирёвской наступательной операции.
В 1988 году здесь был открыт районный народный исторический музей.
В мае 1995 года Кабинет министров Украины утвердил решение о приватизации находившейся здесь райсельхозтехники.
Весной 2013 года в посёлке был закрыт роддом.

## Население
В январе 1959 года численность населения составляла 7095 человек.
В январе 1989 года численность населения составляла 8278 человек.
По состоянию на 1 января 2013 года численность населения составляла 7720 человек.

### Языковой состав
Родной язык населения по данным переписи 2001 года:
| Язык       | Численность, чел. | Доля     |
| ---------- | ----------------- | -------- |
| Украинский | 7 460             | 95,64 %  |
| Русский    | 252               | 3,23 %   |
| Другие     | 88                | 1,13 %   |
| Итого      | 7 800             | 100,00 % |

## Экономика
- лесхоз[14]